# Shuangfeng
För andra betydelser, se Shuangfeng (olika betydelser).
Shuangfeng är ett härad som lyder under Loudis stad på prefekturnivå i Hunan-provinsen i södra Kina.